# Seven Sudamericano Masculino 2014
El Seven Sudamericano Masculino del 2014 fue la IX edición del seven de la Confederación Sudamericana de Rugby (CONSUR). Compitieron 7 selecciones y tuvo la particularidad de jugarse dentro de los X Juegos Suramericanos de la ODESUR, por lo que se entregó medallas a los 3 equipos mejor ubicados. Los 23 partidos se llevaron a cabo en el Centro de Alto Rendimiento del Rugby (CARR) perteneciente a la Federación chilena ubicado en el Parque Mahuida de Santiago.

## Sede
| Santiago                                  |
| ----------------------------------------- |
| Centro de Alto Rendimiento Parque Mahuida |

## Equipos participantes
| Equipos participantes | Equipos participantes | Equipos participantes | Equipos participantes |
| --------------------- | --------------------- | --------------------- | --------------------- |
| Argentina             | Brasil                | Chile                 | Paraguay              |
| Perú                  | Colombia              | Uruguay               |                       |

## Clasificación

### Posiciones
| Pos. | Equipo    | Encuentros | Encuentros | Encuentros | Encuentros | Tantos  | Tantos    | Tantos     | Puntos |
| Pos. | Equipo    | jugados    | ganados    | empatados  | perdidos   | a favor | en contra | diferencia | Puntos |
| ---- | --------- | ---------- | ---------- | ---------- | ---------- | ------- | --------- | ---------- | ------ |
| 1    | Argentina | 6          | 6          | 0          | 0          | 163     | 10        | + 153      | 12     |
| 2    | Uruguay   | 6          | 5          | 0          | 1          | 80      | 45        | + 35       | 10     |
| 3    | Chile     | 6          | 4          | 0          | 2          | 115     | 43        | + 72       | 8      |
| 4    | Brasil    | 6          | 3          | 0          | 3          | 70      | 71        | - 1        | 6      |
| 5    | Colombia  | 6          | 2          | 0          | 4          | 66      | 107       | - 41       | 4      |
| 6    | Paraguay  | 6          | 0          | 1          | 5          | 26      | 109       | - 83       | 1      |
| 7    | Perú      | 6          | 0          | 1          | 5          | 24      | 159       | - 135      | 1      |

Nota: Se otorgan 2 puntos al equipo que gane un partido, 1 al que empate y 0 al que pierda
|  | Clasifica a la final por el oro |

|  | Clasifica a la final por el bronce |

### Resultados
Referencias:
| 8 de marzo, 9:55 | Uruguay | 24 - 14 | Paraguay | CARR, Santiago, Chile |  |

| 8 de marzo, 10:15 | Brasil | 17 - 7 | Perú | CARR, Santiago, Chile |  |

| 8 de marzo, 11:35 | Argentina | 24 - 0 | Paraguay | CARR, Santiago, Chile |  |

| 8 de marzo, 11:55 | Uruguay | 14 - 12 | Colombia | CARR, Santiago, Chile |  |

| 8 de marzo, 12:15 | Brasil | 12 - 14 | Chile | CARR, Santiago, Chile |  |

| 8 de marzo, 13:35 | Argentina | 21 - 5 | Chile | CARR, Santiago, Chile |  |

| 8 de marzo, 13:55 | Brasil | 26 - 7 | Colombia | CARR, Santiago, Chile |  |

| 8 de marzo, 14:15 | Uruguay | 15 - 0 | Perú | CARR, Santiago, Chile |  |

| 8 de marzo, 15:35 | Argentina | 31 - 0 | Colombia | CARR, Santiago, Chile |  |

| 8 de marzo, 15:55 | Perú | 0 - 47 | Chile | CARR, Santiago, Chile |  |

| 8 de marzo, 16:15 | Paraguay | 0 - 10 | Brasil | CARR, Santiago, Chile |  |

| 8 de marzo, 17:35 | Argentina | 14 - 5 | Uruguay | CARR, Santiago, Chile |  |

| 8 de marzo, 17:55 | Chile | 32 - 0 | Paraguay | CARR, Santiago, Chile |  |

| 8 de marzo, 18:15 | Perú | 12 - 28 | Colombia | CARR, Santiago, Chile |  |

| 9 de marzo, 10:40 | Argentina | 26 - 0 | Brasil | CARR, Santiago, Chile |  |

| 9 de marzo, 11:00 | Chile | 0 - 5 | Uruguay | CARR, Santiago, Chile |  |

| 9 de marzo, 11:20 | Perú | 5 - 5 | Paraguay | CARR, Santiago, Chile |  |

| 9 de marzo, 12:40 | Argentina | 47 - 0 | Perú | CARR, Santiago, Chile |  |

| 9 de marzo, 13:00 | Colombia | 14 - 7 | Paraguay | CARR, Santiago, Chile |  |

| 9 de marzo, 13:20 | Uruguay | 17 - 5 | Brasil | CARR, Santiago, Chile |  |

| 9 de marzo, 14:00 | Chile | 17 - 5 | Colombia | CARR, Santiago, Chile |  |

## Finales

### 5º puesto
Cancelado por problemas de agenda.

### Medalla bronce
| 9 de marzo, 15:40 | Chile | 31 - 7 | Brasil | CARR, Santiago, Chile |  |

### Medalla oro
| 9 de marzo, 17:00 | Argentina | 29 - 5 | Uruguay | CARR, Santiago, Chile |  |

## Posiciones
| Posición | Selección |
| -------- | --------- |
| Oro      | Argentina |
| Oro      | Uruguay   |
| Oro      | Chile     |
| 4        | Brasil    |
| 5        | Colombia  |
| 6        | Paraguay  |
| 7        | Perú      |